# Peachtree Street
Peachtree Street est la principale artère nord-sud d'Atlanta en Géorgie aux États-Unis. La ville s'est développée autour de cette rue et nombre de ses bâtiments historiques et administratifs y sont situés.
Le mot « Peachtree » fait partie du nom de dizaines de voies différentes à Atlanta, souvent symbolisée par une pêche. 